# Akvarij
Akvarij je običajno steklena posoda, v kateri akvarist goji vodne rastline in živali. Akvarij je lahko sladkovoden ali slanovoden in zelo različnih velikosti (od majnih posod do ogromnih javnih akvarijev). Živali v akvariju morajo biti skrbno izbrane, drugače lahko pride med nekaterimi vrstami do konflikta. Prav tako morajo vsa bitja zahtevati enake pogoje za bivanje. 

## Sestava akvarija
Tipičen sladkovodni hobi akvarij vsebuje filter, sistem za umetno razsvetljavo in grelec ali hladilnik. Morski akvarij potrebuje veliko tokovanja, ki ga povzročajo črpalke, osvetlitev cca 1w na liter, penilnik, živi kamen. Morski akvarij potrebuje več časa, da se "scikla" kot sladkovodni akvarij. Pod oglednim akvarije je običajno postavljen "sump" ali zbirna posoda v kateri je skimmer (penilnik), povratna črpalka, tu dodajamo elemente ki jih korale potrebujejo za rast (Ca, Mg, KH)